# Terry O’Brien
Terrance William N. „Terry“ O’Brien (* 28. Juli 1943 in Portland, Maine) ist ein ehemaliger US-amerikanischer Rennrodler.
O’Brien gewann 1969 den nationalen Meistertitel im Doppelsitzer sowie den nordamerikanischen im Ein- und Doppelsitzer. 1971 wurde er zum zweiten Mal US-amerikanischer Meister.
1972 und 1976 nahm er an den Olympischen Winterspielen teil. Im Einsitzer erreichte er dabei die Plätze 31 und 28.
O’Brien besuchte die South Portland High School und studierte an der University of Maine. Während seiner aktiven Karriere war er in Plattsburgh, New York bei der US Air Force stationiert.